# Helen Octavia Dickens

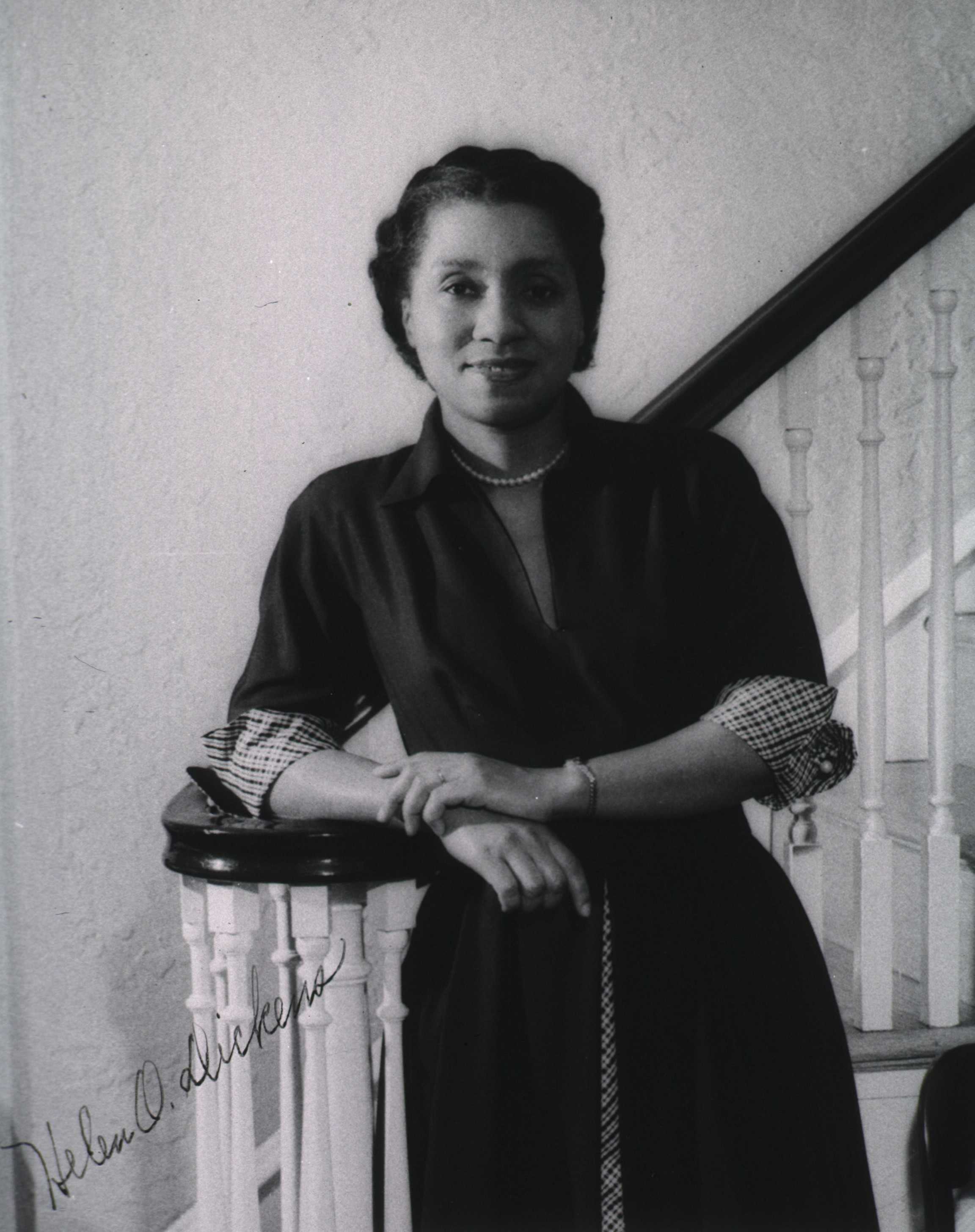
Helen O. Dickens

Helen Octavia Dickens  FACS (* 21. Februar 1909 in Dayton, Ohio, Vereinigte Staaten; † 2. Dezember 2001 in Philadelphia, Vereinigte Staaten) war eine US-amerikanische Medizinerin und Hochschullehrerin. Sie war Professorin für Geburtshilfe und Gynäkologie an der University of Pennsylvania (PENN) und die erste Afroamerikanerin, die in das American College of Surgeons aufgenommen wurde.

## Leben und Werk
Dickens war die Tochter des ehemaligen Sklaven und Wasserträgers während des Amerikanischen Bürgerkriegs Charles Warren Dickens, der ab dem Alter von neun Jahren von einem Oberst der Union aufgezogen worden war. Nachdem er den englischen Romanautor Charles Dickens kennengelernt hatte, nahm er dessen Namen an. Obwohl er an der Wilberforce University und am Oberlin College studiert hatte, beschränkten ihn die Vorurteile auf eine Arbeit als Hausmeister. Ihre aus Kanada stammende Mutter Daisy Jane Dickens war Hausangestellte bei der Papierfabrikantenfamilie Reynolds.

## Ausbildung
Dickens besuchte eine sogenannte weiße High School und wurde nach ihrem High-School-Abschluss am Crane Junior College in Chicago angenommen. Elizabeth Hill, die erste afroamerikanische Ärztin, die die University of Illinois abschloss, half ihr bei der Einschreibung an dem University of Illinois College of Medicine in Chicago, wo sie ein staatliches Stipendium erhielt. Sie erwarb 1932 einen Bachelor of Science an der University of Illinois und 1934 einen MD an der University of Illinois School of Medicine als einzige afroamerikanische Frau in einem Jahrgang von 137 Studenten.
Nach ihrem Abschluss absolvierte Dickens ihre Facharztausbildung in Geburtshilfe von 1933 bis 1935 am Provident Hospital in Chicago und arbeitete dann für sieben Jahre zusammen mit Virginia Alexander in einer Entbindungspraxis in Philadelphia. Nach sechs Jahren kehrte sie für eine Facharztausbildung in Geburtshilfe und Gynäkologie an das Provident Hospital zurück.
1943 heiratete sie den Assistenzarzt Purvis Sinclair Henderson und zog nach New York City, um dort am Harlem Hospital unter der Leitung des Chirurgen und Internisten Peter Marshall Murray zu arbeiten. 1945 erhielt sie ihren Master of Science an der University of Pennsylvania Medical School. 1946 schloss sie ihre Facharztausbildung in Harlem ab und wurde als erste afroamerikanische Fachärztin für Gynäkologie und Geburtshilfe in Philadelphia vom American Board of Obstetrics and Gynecology zertifiziert.

## Direktorin der Abteilung für Geburtshilfe und Gynäkologie und Hochschullehrerin
1948 wurde sie Direktorin der Abteilung für Geburtshilfe und Gynäkologie des Mercy Douglass Hospital in Philadelphia und 1950 wurde als erste afroamerikanische Frau Fellow des American College of Surgeons. Gegen Ende ihrer Amtszeit als Direktorin in den späten 1960er Jahren lehrte Dickens auch an der University of Pennsylvania. In den folgenden zwanzig Jahren wurde sie dort von der Dozentin zur Professorin befördert. Zeitgleich war sie Mitarbeiterin des Woman’s Hospital in Philadelphia und später Dozentin am Medical College of Pennsylvania. 1969 wurde Dickens zur stellvertretenden Dekanin für die Zulassung von Minderheiten ernannt. Die University of Pennsylvania ernannte Dickens 1995 zur emeritierten Professorin.

## Projekte, Mitgliedschaften und Ehrungen
1967 gründete Dickens die Teen Clinic in Penn für schulpflichtige Mütter. Die Klinik bot Beratung und Gruppentherapie, Bildungskurse, Unterstützung bei der Familienplanung und Schwangerschaftsvorsorge an. Sie initiierte auch ein Projekt, das vorübergehende Einrichtungen zur Krebserkennung in die Innenstadt von Philadelphia brachte. Sie gab den Anstoß für ein vom National Institutes of Health finanziertes Programm, das Ärzte dazu ermutigte, Pap-Tests zur Untersuchung auf Gebärmutterhalskrebs durchzuführen.
Dickens war Mitglied der Pan American Medical Women’s Association und von 1968 bis 1970 deren Präsidentin. Sie war Mitglied des Vorstands der American Cancer Society, der Children’s Aid Society und der Devereaux Foundation.
Sie erhielt zahlreiche Ehrungen, darunter den Gümbel Philadelphia Award, den Titel Medical Woman of the Year, Distinguished Daughter of Pennsylvania, den Daisy Lumpkin Award, den Mercy Douglass Hospital Award und den Sadie Alexander Award für gemeinnützige Arbeit von Delta Sigma Theta. 1995 erhielt sie den Family Planning Council of Southeastern Pennsylvania Award. Sie war die erste Afroamerikanerin, die als Fellow in das American College of Obstetricians and Gynecologists aufgenommen wurde.
1999 wurde das Helen O. Dickens Center for Women’s Health am Hospital of the University of Pennsylvania nach ihr benannt.
Dickens starb 2001 im Alter von 92 Jahren in Philadelphia an den Folgen eines Schlaganfalls.

## Auszeichnungen (Auswahl)
- 1986: Candace Award[6]
- 1989: Elizabeth Blackwell Medal